# Reiss Nelson
Reiss Luke Nelson (Elephant and Castle, 10 dicembre 1999) è un calciatore inglese, attaccante dell'Arsenal.

## Caratteristiche tecniche
Trequartista o ala sinistra, è un giocatore tecnicamente impeccabile, estroso e imprevedibile, preciso nei cross e con uno stile di gioco molto dinamico, tendendo costantemente a svariare su tutto il fronte offensivo, passando da una fascia all’altra, nonché una buona visione di gioco.
Nonostante sia un'ala naturale spesso, durante la permanenza nella nazionale Under-17, ha ricoperto altri ruoli tra quali, la punta centrale come falso nueve.

## Carriera

### Club
Cresciuto nel settore giovanile dell'Arsenal, esordisce in prima squadra il 6 agosto 2017, nella partita di Community Shield vinta contro il Chelsea, sostituendo all'87º minuto Danny Welbeck.
Il 31 agosto 2018, dopo aver collezionato 16 presenze complessive nella sua prima stagione con i Gunners, firma un rinnovo pluriennale con il club londinese, venendo contestualmente ceduto in prestito all'Hoffenheim.
Rientrato dal prestito, milita per due stagioni nelle file dei Gunners, finché, poco utilizzato anche da mister Arteta, il 31 agosto 2021 passa in prestito al Feyenoord. In Olanda trova maggior spazio sia da titolare che da subentrante,totalizzando 4 goal e 7 assist in stagione.
A fine prestito fa ritorno ai londinesi dove ha un ruolo da subentrante con Arteta che lo utilizza per sfruttare la sua velocità e dribbling nel termine delle gare. Il 30 Ottobre 2022 sfrutta al meglio l'occasione nella vittoria casalinga contro il Nottingham per 5-0 dove realizza una doppietta. Il 4 Marzo 2023 segna il goal decisivo al 98' minuto nella vittoria contro il Bournemouth per 3-2.
Il 30 agosto 2024 viene ceduto in prestito al Fulham. Segna il suo primo goal nella vittoria casalinga contro il Newcastle per 3-1.

### Nazionale
Ha giocato in tutte le nazionali giovanili inglesi comprese tra l'Under-16 e l'Under-21; con quest'ultima nazionale nel 2019 ha inoltre anche partecipato agli Europei di categoria.

## Statistiche

### Presenze e reti nei club
Statistiche aggiornate al 24 agosto 2024.
| Stagione        | Squadra         | Campionato      | Campionato | Campionato | Coppe nazionali | Coppe nazionali | Coppe nazionali | Coppe continentali | Coppe continentali | Coppe continentali | Altre coppe | Altre coppe | Altre coppe | Totale | Totale | Totale |
| Stagione        | Squadra         | Comp            | Pres       | Reti       | Comp            | Pres            | Reti            | Comp               | Pres               | Reti               | Comp        | Pres        | Reti        | Pres   | Reti   |        |
| --------------- | --------------- | --------------- | ---------- | ---------- | --------------- | --------------- | --------------- | ------------------ | ------------------ | ------------------ | ----------- | ----------- | ----------- | ------ | ------ | ------ |
| 2017-2018       | Arsenal         | PL              | 3          | 0          | FACup+CdL       | 1+3             | 0               | UEL                | 8                  | 0                  | CS          | 1           | 0           | 16     | 0      |        |
| 2018-2019       | Hoffenheim      | BL              | 23         | 7          | CG              | 1               | 0               | UCL                | 5                  | 0                  | -           | -           | -           | 29     | 7      |        |
| 2019-2020       | Arsenal         | PL              | 17         | 1          | FACup+CdL       | 2+1             | 1+1             | UEL                | 2                  | 0                  | -           | -           | -           | 22     | 3      |        |
| 2020-2021       | Arsenal         | PL              | 2          | 0          | FACup+CdL       | 1+1             | 0               | UEL                | 4                  | 1                  | CS          | 1           | 0           | 9      | 1      |        |
| ago. 2021       | Arsenal         | PL              | 1          | 0          | FACup+CdL       | -               | -               | -                  | -                  | -                  | -           | -           | -           | 1      | 0      |        |
| 2021-2022       | Feyenoord       | ED              | 21         | 2          | CO              | 1               | 0               | UECL               | 10                 | 2                  | -           | -           | -           | 31     | 4      |        |
| 2022-2023       | Arsenal         | PL              | 11         | 3          | FACup+CdL       | 1+0             | 0               | UEL                | 6                  | 0                  | -           | -           | -           | 18     | 3      |        |
| 2023-2024       | Arsenal         | PL              | 15         | 0          | FACup+CdL       | 1+2             | 0+1             | UCL                | 5                  | 0                  | CS          | 0           | 0           | 23     | 1      |        |
| 2024-2025       | Arsenal         | PL              | 1          | 0          | FACup+CdL       | 0               | 0               | UCL                | 0                  | 0                  | -           | -           | -           | 1      | 0      |        |
| Totale Arsenal  | Totale Arsenal  | Totale Arsenal  | 50         | 4          |                 | 13              | 3               |                    | 25                 | 1                  |             | 2           | 0           | 90     | 7      |        |
| Totale carriera | Totale carriera | Totale carriera | 94         | 13         |                 | 15              | 3               |                    | 40                 | 3                  |             | 2           | 0           | 160    | 19     |        |

## Palmarès

### Club

#### Competizioni nazionali
- Coppa d'Inghilterra: 1

Arsenal: 2019-2020
- Community Shield: 3

Arsenal: 2017, 2020, 2023